# Silnik uniwersalny

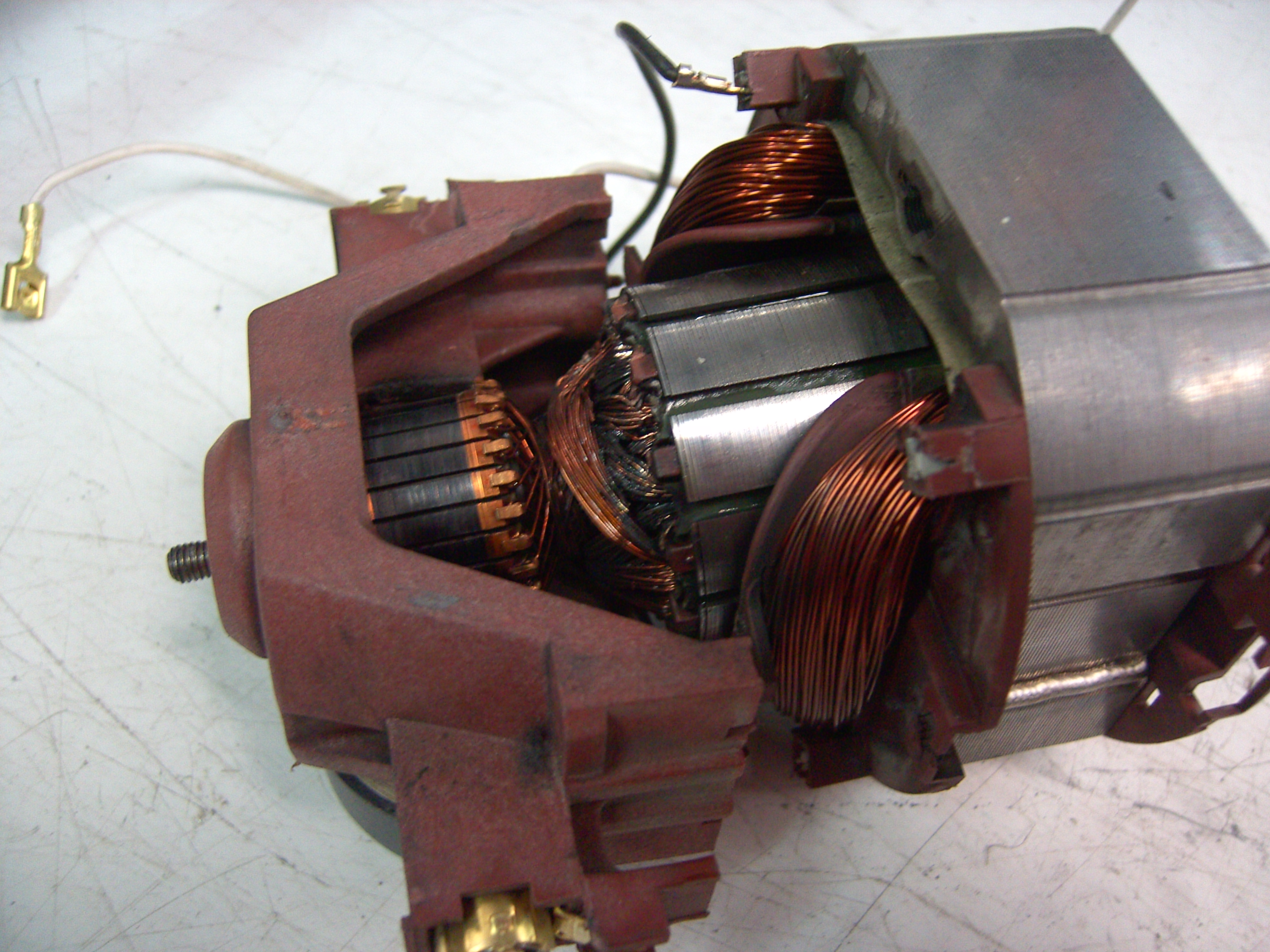
Silnik uniwersalny. Po prawej widoczne elektromagnesy stojana wykonane z blach.

Silnik uniwersalny – komutatorowy silnik elektryczny, przeznaczony do zasilania dwoma rodzajami prądu elektrycznego: prądem stałym albo prądem przemiennym.
Konstrukcyjnie jest to szeregowy silnik prądu stałego przystosowany do pracy z napięciem przemiennym poprzez zastosowanie blach w elektromagnesach stojana w celu ograniczenia strat energii przy przemagnesowywaniu.
Silniki uniwersalne mogą osiągać duże prędkości obrotowe oraz duży moment rozruchowy.

Schemat połączeń uzwojeń silnika uniwersalnego z dwoma uzwojeniami wzbudzenia. Widoczne odczepy do zasilania prądem stałym oraz przemiennym.

Silnik uniwersalny zasilany prądem przemiennym osiąga tylko ok. 70–80% mocy w porównaniu do zasilania prądem stałym.
W związku z tym silnik może być wyposażony w dodatkowy odczep na uzwojeniu wzbudzenia lub dwa uzwojenia wzbudzenia, przy czym uzwojenie dla prądu przemiennego ma mniejszą liczbę zwojów nawiniętych grubszym drutem.

## Zmiana kierunku obrotów
Zmianę kierunku wirowania można osiągnąć przez zmianę polaryzacji uzwojenia wzbudzenia względem wirnika.

## Rozbieganie
Silnik uniwersalny (jak każdy silnik szeregowy prądu stałego) może ulec uszkodzeniu w wyniku rozbiegania. Ma to miejsce gdy obciążenie wału jest zbyt małe. Silnik osiąga wtedy prędkości obrotowe przekraczające wartości znamionowe.

## Zastosowanie

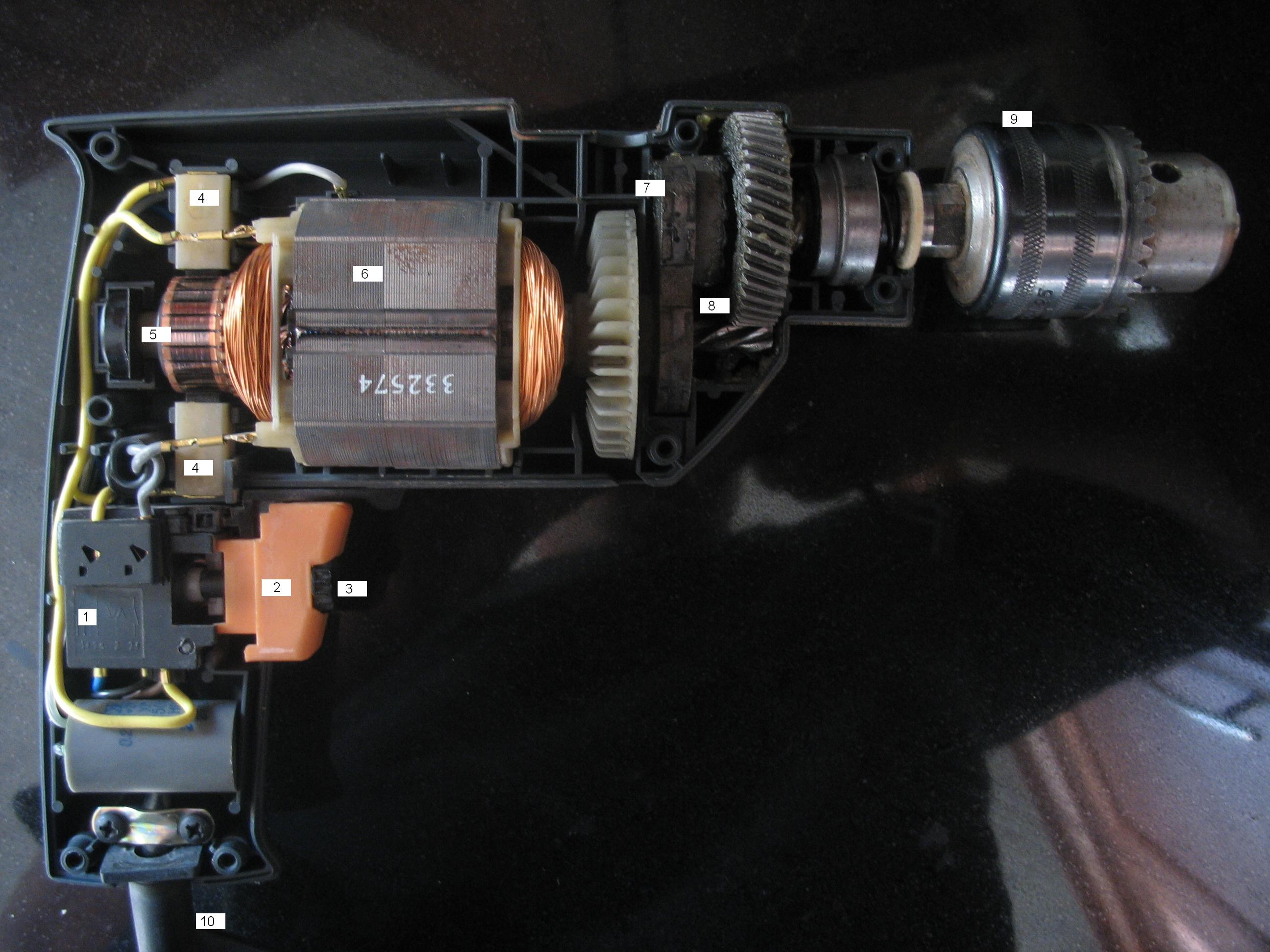
Wiertarka ze zdjętą obudową, z widocznym silnikiem uniwersalnym, gdzie: 4 – szczotki (wewnątrz szczotkotrzymaczy z tworzywa), 5 – komutator, 6 – elektromagnesy stojana wykonane z blach – po lewej i prawej stronie widoczne wystające uzwojenie wzbudzenia.

- artykuły gospodarstwa domowego (np. odkurzacz, mikser kuchenny)[4]
- elektronarzędzia[5] (np. wiertarka)